# Powiat Chikujō
Powiat Chikujō (jap. 築上郡 Chikujō-gun) – powiat w Japonii, w prefekturze Fukuoka. W 2020 roku liczył 31 112 mieszkańców.

## Miejscowości
- Chikujō
- Kōge
- Yoshitomi

## Historia[2]

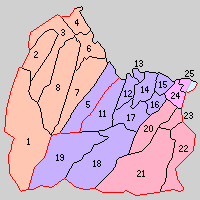
Powiat Chikujō (1–8, 11–25 – 1896 r.)

- Powiat został założony 1 kwietnia 1896 roku w wyniku połączenia powiatów Tsuiki (wioski 上城井村, Shimokii, Tsuiki, 八津田村, Suda, Shiida, Nishisuda (西角田村), Katsuragi) oraz Kōge (miejscowości Hachiya i Unoshima, wioski Yamada, 千束村, Mikekado (三毛門村), 黒土村, Yokotake (横武村), 合河村, Iwaya, Nishiyoshitomi, Tomoeda (友枝村), 唐原村, Minamiyoshitomi, Higashiyoshitomi, Takahama). (2 miejscowości, 21 wiosek)
- 1 maja 1896 – wioska Higashiyoshitomi powiększyła się o teren wsi Takahama. (2 miejscowości, 20 wiosek)
- 2 września 1898 – wioska Shiida zdobyła status miejscowości. (3 miejscowości, 19 wiosek)
- 1 kwietnia 1935 – miejscowość Hachiya powiększyła się o teren miejscowości Unoshima. (2 miejscowości, 19 wiosek)
- 19 maja 1942 – wioska Higashiyoshitomi zdobyła status miejscowości i zmieniła nazwę na Yoshitomi. (3 miejscowości, 18 wiosek)
- 1 stycznia 1955 – miejscowość Shiida połączyła się z wioskami 八津田村, Katsuragi i Nishisuda. (3 miejscowości, 15 wiosek)
- 1 marca 1955 – w wyniku połączenia wiosek Nishiyoshitomi i Minamiyoshitomi powstała wioska Shin’yoshitomi. (3 miejscowości, 14 wiosek)
- 1 kwietnia 1955: (4 miejscowości, 10 wiosek)
  - w wyniku połączenia wiosek Tomoeda i 唐原村 powstała wioska Taihei.
  - w wyniku połączenia wiosek Tsuiki, Shimokii i 上城井村 powstała miejscowość Tsuiki.
- 10 kwietnia 1955 – miejscowość Hachiya, wioski Nishisuda, Yamada, 千束村, Mikekado, 黒土村, Yokotake, 合河村 i Iwaya połączyły się tworząc miasto Unoshima. (3 miejscowości, 2 wioski)
- 11 października 2005 – w wyniku połączenia wiosek Shin’yoshitomi i Taihei powstała miejscowość Kōge. (4 miejscowości)
- 10 stycznia 2006 – w wyniku połączenia miejscowości Shiida i Tsuiki powstała Chikujō. (3 miejscowości)